# Petrus Kindius
Petrus Svenonis Kindius, tidigare Räf, föddes på 1600-talet i Kinda härad, död 5 december 1695 i Regna församling, Östergötlands län, var en svensk präst.

## Biografi
Petrus Kindius föddes i Kinda härad. Han studerade vid gymnasiet då han prästvigdes 3 oktober 1656 till huspredikant på Bjärka-Säby gamla slott i Vists socken. Kindius blev 1663 kyrkoherde i Regna församling och var 1666 utsedd till predikant vid prästmötet. Han avled 1695 i församlingen.

### Familj
Kindius gifte sig 24 oktober 1661 i Vists församling med Gunilla Månsdotter (död 1696).